# コンチネンタル・エクスプレス2574便墜落事故
コンチネンタル・エクスプレス2574便墜落事故（コンチネンタル・エクスプレス2574びんついらくじこ）は、ブリット航空が運行するラレド国際空港発ヒューストン・インターコンチネンタル空港行きの定期便が1991年9月11日に墜落し乗員乗客14人全員が死亡した事故である。
機材はエンブラエル EMB120 ブラジリア  で、空港の西南西の約65マイル（105km）に位置するテキサス州イーグル湖の近くに墜落した。
当初、メディアは爆弾による墜落だと報道した。しかし、国家運輸安全委員会（NTSB）は、水平尾翼の前縁がなくなっていることを発見した。

## 航空機と乗務員

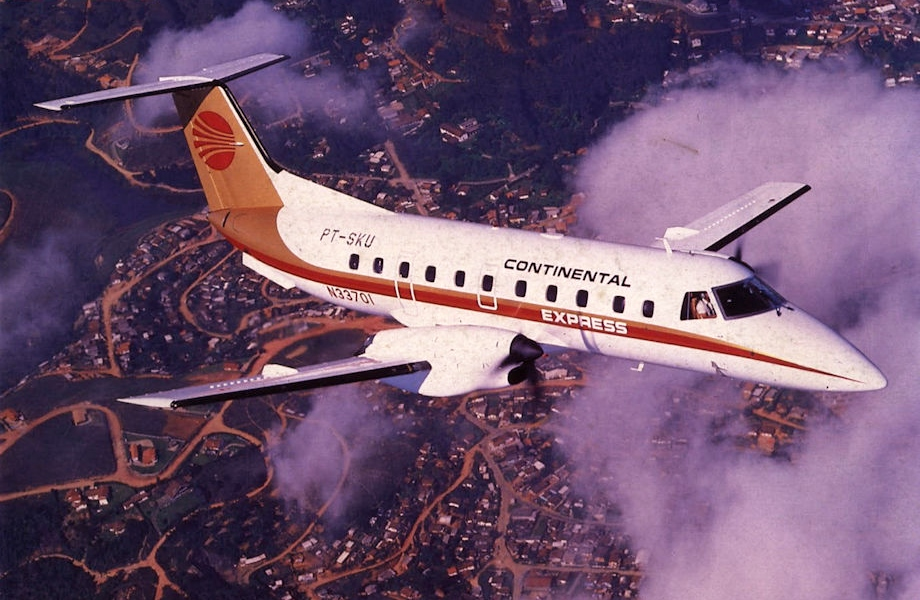
事故機のEMB 120

- 機体：エンブラエル EMB 120（登録番号・N33701、1988年製造、累計飛行時間7,229時間）
- コールサイン:ジェットリンク2574（Jetlink 2574）
- 機長：29歳 男性（飛行経験 4243時間）
- 副操縦士：43歳 男性（飛行経験 11543時間）

## 事故までの流れ
2574便は、9時09分にラレド国際空港を出発し、離陸後に25,000フィート (7,600 m)を指示されたが、その後24,000フィート (7,300 m)に訂正された。9時54分にクルーがヒューストンの管制官と交信し、9,000フィート (2,700 m)への降下を開始した。10時03分、約11,500フィート (3,500 m)で速度が260ノット (480 km/h)に達し、左の水平尾翼の前縁が機体から落下し、機体が急降下して左の主翼が切断され、左主翼の燃料に引火した。パイロットは激しい重力加速度により気を失ったと考えられる。機体はテキサス州イーグル湖からおよそ7マイル (11 km)南東のコロラド州の農場に墜落した。テキサス州の公安は生存者の見込みはないと発表した。残骸は2平方マイル (5.2 km2)〜4平方マイル (10 km2)の地域に広がっていた。一部の残骸はコロラド川に落ちた。

## 調査
アメリカ国家運輸安全委員会 (NTSB) の調査で左の水平安定板の前縁部防氷ブーツが墜落現場にないことがわかり、数日後に10kmほど離れた農場で発見された。見つかった前縁部を調べると、下側の取り付け穴は引きちぎられていたが上側の取り付け穴はきれいなままであり、取り付けネジがついていなかったと推測された。前日に行われた機体整備では午後の整備チームと深夜シフトの整備チームが交代で整備を行った。
このとき水平安定板の前縁部の交換が予定されていたが、深夜のチームは時間がないため右側だけを交換することとした。ところがその前の午後の整備のときに検査官が整備員ではないのに整備を手伝って左側の水平安定板の前縁部上部のネジを外した。その作業内容を誰にも報告せず報告書にも記入しなかった。そのために左側の水平安定板の前縁部の上部は固定されないままとなった。他の整備員も報告書を作成しておらずこれは整備規則違反であった。

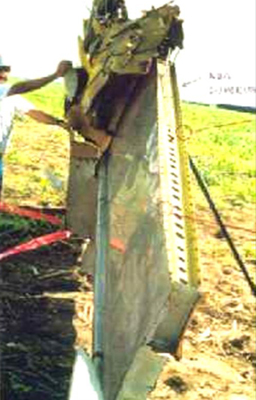
防氷ブーツが脱落した左水平安定板

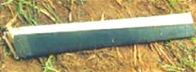
脱落した防氷ブーツ

整備後の1回目の飛行では何も問題は発生しなかった。このときの最大対気速度は216ノット (400 km/h)であった。
事故が起きた2回目のフライトでは着陸に向けて260ノット (480 km/h)降下していたが、これは運用の許容範囲だった。翼は水平で、両エンジンは正常であり、ピッチは10度の機首下げだった。事故機が11,500フィート (3,500 m)に降下したころ左の水平安定板の前縁が機体から分離した。おそらく260ノットでの空気力学的な負荷が、下方および後方への負荷の組み合わせによって前縁を機体から引き剥がす点まで前縁を歪めたためである。これにより左水平安定板の前部の翼桁がむき出しになり左水平安定板が失速した。失速により、それまで水平安定板が生み出していた下向きの揚力が大幅に減少したため、機体は大きな機首下げ姿勢になり、操縦不能のまま空中分解して墜落した。コックピットボイスレコーダーの記録では急降下から墜落まで乗務員は何も話していない。急降下時にマイナス6Gにも及ぶ力がかかったためにパイロットが意識を失ってしまったためだと推測された。

## この事故を扱った番組
- メーデー!:航空機事故の真実と真相 第9シーズン第5話「BREAKUP OVER TEXAS」